# Jan Verner
Jan Verner (* 3. března 1951, Mladá Boleslav) je bývalý československý motocyklový závodník, reprezentant v ploché dráze. Jeho bratrem byl plochodrážní závodník Václav Verner a strýcem bývalý plochodrážní závodník Miloslav Verner.

## Závodní kariéra
Ve finále Mistrovství světa jednotlivců na ploché dráze startoval v letech 1977 v Göteborgu (15. místo) a 1978 v Londýně (12. místo). Ve finále Mistrovství světa dvojic na ploché dráze startoval v letech 1977 v Manchesteru (4. místo) a v roce 1981 v Chorzowě (4. místo). Ve finále Mistrovství světa družstev na ploché dráze v roce 1977 ve Wroclawi (s Jiří Štanclem, Václavem Vernerem a Alešem Drymlem) získal za 3. místo bronzovou medaili a v roce 1978 v Landshutu (s Jiřím Štanclem, Václavem Vernerem, Alešem Drymlem a Petrem Ondrašíkem) skončil na 4. místě. Dvakrát startoval ve finále Mistrovství světa na dlouhé ploché dráze – v roce 1977 skončil na 14. místě a v roce 1978 na 13. místě. V Mistrovství světa jednotlivců na ledové ploché dráze skončil v roce 1977 v Inzellu na 6. místě.
V Mistrovství Československa na ploché dráze skončil na 3. místě v letech 1976-1978.
V Československu jezdil za Rudou hvězdu Praha. V britské profesionální lize jezdil v letech 1978-1979 za Exeter Falcons a v letech 1980 a 1982 za Swindon Robins.